# Hubertsdorf
Hubertsdorf ist eine Wüstung in der Gemeinde Kalbach im Landkreis Fulda.

## Geografische Lage
Die Wüstung liegt auf einer Höhe von 457 m über NN in der Gemarkung Heubach, südöstlich des Dorfes im Tal, in der Flur In der Hobert.

## Geschichte
Hubertsdorf gehörte zum Gericht Altengronau, das 1333 als Reichslehen aus einer Erbschaft vom Haus Rieneck an die Herrschaft Hanau kam. Aus dem Gericht entstand im 15. Jahrhundert das Amt Schwarzenfels der Grafschaft Hanau, ab 1459: Grafschaft Hanau-Münzenberg. Etwas nordwestlich der Wüstung, in der Flur Schmidtäcker, soll bis zum Dreißigjährigen Krieg eine  Schmiede gestanden haben, die vielleicht zur Wüstung gehörte.